# Gintarė Šakalytė
Gintarė Šakalytė (* 28. August 1965) ist eine litauische Kardiologin, ehemalige Gesundheits-Politikerin, von 2016 bis 2018 Vizeministerin.

## Leben
Nach dem Abitur 1983 an der Mittelschule absolvierte sie von 1983 bis 1989 das Diplomstudium der Medizin und von 1989 bis 1990 die Residentur der Kardiologie an der Kauno medicinos institutas in Kaunas.
Von 1999 bis 2002 promovierte sie zum Doktor an der Kauno medicinos universitetas, ab 2016 lehrte sie als Dozentin an der Lietuvos sveikatos mokslų universitetas. Vom 23. Dezember 2016 bis Januar 2018 war sie stellvertretende Gesundheitsministerin Litauens, Stellvertreterin von Aurelijus Veryga im Kabinett Skvernelis (17. Regierung).
Šakalytė ist parteilos und spricht litauisch, russisch und englisch.